# Bildungsinländer
Als Bildungsinländer werden in Deutschland, Österreich und der Schweiz die ausländischen Absolventen bezeichnet, die ihre Hochschulzugangsberechtigung im Inland erworben haben; ausgenommen sind in Deutschland diejenigen, die sie an einem Studienkolleg erworben haben.

## Deutschland
Das Abitur und ebenso auch das Abiturzeugnis einer Deutschen Auslandsschule bescheinigt die allgemeine Hochschulreife und vermittelt den Zugang zu jedem Studium an Hochschulen in Deutschland als Bildungsinländer.
Bei der Bewerbung um einen Studienplatz sind Bildungsinländer, sofern sie einen gesicherten Aufenthaltsstatus haben, Studienbewerbern mit deutscher Staatsangehörigkeit und deutschen Bildungsabschlüssen gleichgestellt. Bildungsinländer können bei der Studienplatzvergabe besser gestellt sein als Bildungsausländer der gleichen Staatsangehörigkeit. Dies ist zum Beispiel dann der Fall, wenn die Chancen, über ein Ausländerquotensystem einen Studienplatz zu erhalten, geringer sind als im Fall einer Bewerbung mit einer deutschen Hochschulzugangsberechtigung. In Fächern mit einem scharfen Numerus clausus können allerdings Bildungsausländer bevorzugt sein, wenn es in diesen Fächern relativ großzügige Ausländerquoten gibt. In beiden Fällen handelt es sich um eine „positive Diskriminierung“ der jeweils Bevorzugten.
Die weitaus größte Gruppe unter den Bildungsinländern waren im Wintersemester 2006/07 Türken (14.910 Studenten), gefolgt von Kroaten (3.525 Studenten), Griechen (3.196 Studenten) und Italienern (3.145 Studenten). Im Wintersemester 2011/12 waren türkische Studierende mit 21.917 Studenten die größte Gruppe, gefolgt von Italienern (4.070 Studenten), Kroaten (3.561 Studenten), Griechen (3.429 Studenten) und Studierenden aus der Russischen Föderation (3.229 Studenten).
Bei Untersuchungen zu Erfolg und Verbleib von Bildungsinländern wird häufig differenziert zwischen Bildungsinländern aus Anwerbestaaten und aus anderen Staaten. Anwerbestaaten sind Staaten, in denen vor allem in den 1960er und 1970er Jahren im Zuge der Anwerbepolitik Arbeitnehmer (umgangssprachlich: Gastarbeiter) für die Bundesrepublik Deutschland geworben wurden. Zu diesen Staaten zählen: Griechenland, Italien, Jugoslawien, Portugal, Spanien und die Türkei.

## Statistik: Weitere Unterscheidungen
Teils geben Statistiken zusätzlich zu Bildungsin- und ausländern (welche alle keine deutsche Staatsangehörigkeit haben) auch die Zahl von Deutschen mit einer ausländischen Hochschulzugangsberechtigung an, wobei Studenten aller drei Kategorien als Studierende mit internationalen Hintergrund zusammengefasst werden. In wissenschaftliche Studien wird außerdem die Kategorie der Studierenden mit Migrationshintergrund betrachtet.
Eine PISA-Sonderstudie stellte fest, dass in Deutschland die Bildungskompetenz von Migranten der zweiten Generation niedriger ist als die der ersten Generation. Der Beobachter der Menschenrechtskommission der UN, Vernor Muñoz sieht hier eine besondere Bildungsbenachteiligung in der Bundesrepublik Deutschland.